# 厄爾布魯士區

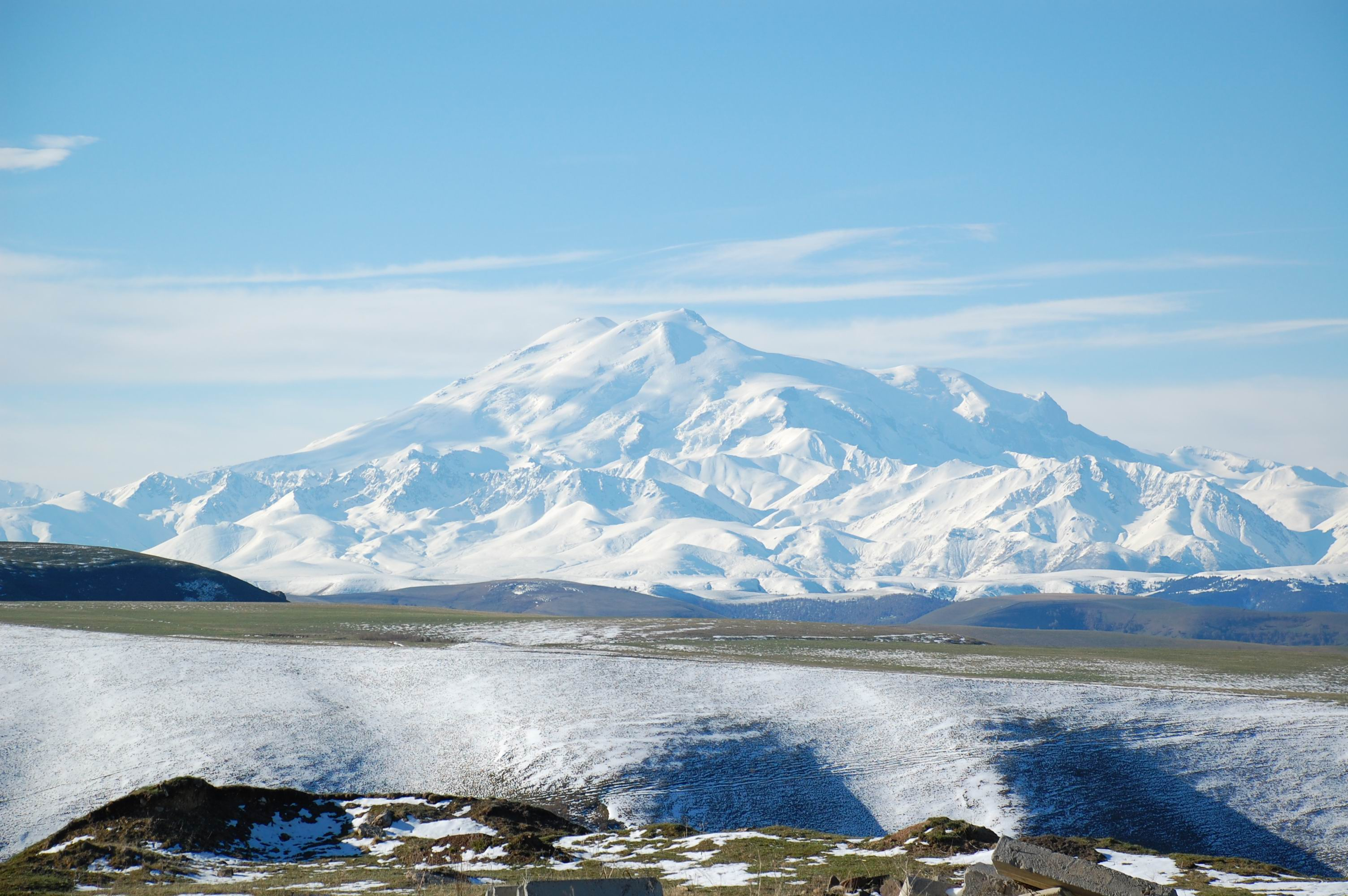

43°24′N 42°55′E / 43.400°N 42.917°E
厄爾布魯士區（俄语：Эльбрусский район），是俄羅斯的一個區，位於該國西南部，由卡巴爾達-巴爾卡爾共和國負責管轄，面積1,850平方公里，2010年人口36,260，人口密度每平方公里19.6人。